# Monk (Album)
Monk (auch MONK.) ist ein Album von Thelonious Monk. Die Aufnahmen, die im New Yorker Columbia Studio am 9. März sowie am 6., 7. und 8. Oktober 1964 entstanden waren, erschienen 1965 als Langspielplatte und in um drei Titel erweiterter Form 2002 als Compact Disc bei Columbia Records.

## Hintergrund
Monk enthielt verschiedene Originalkompositionen des Pianisten sowie eine Reihe von Jazzstandards wie April in Paris. Der Titel Pannonica ist eine Hommage an die Jazz-Mäzenin Pannonica de Koenigswarter; Teo war dem Produzenten des Albums Teo Macero gewidmet. Das Albumcover ist ein Foto von Monk, das 1959 von W. Eugene Smith aufgenommen wurde. Zwischen 1957 und 1965 probten Monk und andere prominente New Yorker Jazzmusiker im Haus des Fotografen mit dem Spitznamen The Jazz Loft.
Auf dem Titel Teo (dem einzigen Stück vom März 1964) spielte Bassist Butch Warren, der bei den späteren Sessions im Oktober 1964 von Larry Gales abgelöst wurde. (Die Aufnahme stammte von der vierten und letzten Aufnahmesession der LP It’s Monk’s Time.)

## Titelliste

### Original-LP
Monk: Monk. (Columbia – CS 909 1, CL 2291 (Mono-Fassung))
A1 Liza (All the Clouds'll Roll Away) (G. Gershwin, G. Kahn, I. Gershwin) 4:35

A2 April in Paris (Harburg, Duke) 7:52

A3 That Old Man 4:55

A4 (Just One Way To Say) I Love You (I. Berlin) 6:45

B1 Just You, Just Me (Greer, Klages) 8:42

B2 Pannonica (Monk) 7:21

B3 Teo (Monk) 5:24

### CD-Ausgabe
- Thelonious Monk – Monk. (Columbia – CK 86564, Legacy – CK 86564)[4]
  1. Liza (All The Clouds'll Roll Away) (George Gershwin, Gus Kahn, Ira Gershwin) 4:37
  2. April in Paris (Take 6) (E. Y. Harburg, Vernon Duke) 7:59
  3. Children's Song (That Old Man) (Thelonious Monk) 4:55
  4. I Love You (Sweetheart of All My Dreams) (Irving Berlin) 6:44
  5. Just You, Just Me (Jesse Greer, Raymond Klages) 8:42
  6. Pannonica (Re-take 2) (Thelonious Monk) 9:02
  7. Teo (Thelonious Monk) 5:25
  8. April in Paris (Take 1) (E.Y. Harburg, Vernon Duke) 8:20
  9. Pannonica (Take 2) (Monk) 6:42
  10. Medley: Just You, Just Me / Liza (All The Clouds’ll Roll Away) 5:57

### Besetzung
- Thelonious Monk Quartet: Charlie Rouse (ts) Thelonious Monk (p) Butch Warren (b) Ben Riley (dr): Teo – 9. März 1964
- Thelonious Monk Quartet: Charlie Rouse (ts), Thelonious Monk (p), Larry Gales (b), Ben Riley (dr):  Just you, Just Me, Liza (All the Clouds'll Roll Away) (Quartett); I Love You Sweetheart of All My Dreams (Monk Solo) – 6. Oktober 1964
- Thelonious Monk Quartet: That Old Man – 7. Oktober 1964
- Thelonious Monk Quartet: Pannonnica, Pannonica (retake 2), Just You, Just Me, April in Paris (2 Versionen)

## Rezeption
Scott Yanow meinte in AllMusic, „Überraschenderweise sind nur zwei der Songs (‚Pannonica‘ und ‚Teo‘) seine Originale, aber er erfindet das obskure ‚Kinderlied‘, ‘Just You, Just Me‘ und ‚April in Paris‘ neu, so dass sie so klingen, als ob er sie geschrieben hätte! Dieses Set sei Monkfans sehr empfohlen und ist nur ein weiterer Beweis dafür, dass er nie eine unwürdige Aufnahme gemacht hat.“
Nach Ansicht von Thomas Fitterling zeichnen „relative Konzilianz und Eleganz“ dieses Album aus. Larry Gales, der Butch Warren am Bass abgelöst hat, verspreche „über das bisherige Bassistenideal des streng ‚walkenden‘ Timekeepers hinauszuwachsen.“ Der Autor zitiert aus einer zeitgenössischen Ausgabe des Down Beat:

„Monk bewegt sich auf vertrautem Boden, und wir erkennen in ihm einen alten Freund, der es ernst meint mit seinem Humor, dessen Unvorhersehbarkeit vorhersehbar geworden ist, und der sich in seiner Unbehaustheit gemütlich eingerichtet hat.“

Zu den Höhepunkten des Albums zählt Fitterling die „überragende“ Ersteinspielung der Monk-Komposition Pannonica sowie Teo, eine „prägnant einfache, in ihrer Reihung logische ABA-Komposition“. Seiner Ansicht nach machten die Dichte und Kompaktheit Teo zum besten Stück des Albums, mit Thema, Tenor- und Piano-Solo, dem Thema – „und keiner überflüssigen Phrase.“